# 朝鮮劇場
朝鮮劇場（ちょうせんげきじょう、朝鮮語: 조선극장、チョソンクッチャン）は、かつて存在した日本統治時代の朝鮮の映画館・劇場である。1922年（大正11年）11月6日、日本が統治する朝鮮の京城府仁寺洞（現在の大韓民国ソウル特別市鐘路区仁寺洞）に落成・開館した。1936年（昭和11年）6月11日、放火による火災で全焼して閉館した。ハリウッド映画の同地への紹介、演劇・歌唱の上演により、韓国演劇史に重要な役割を果たした。

## 沿革
- 1922年11月6日 - 落成・開館[1][8][10]
- 1936年6月11日 - 火災で全焼・閉館[9][10]

## データ
- 所在地 : 朝鮮京城府仁寺洞130番地 [3][4][5]
  - 現在の大韓民国ソウル特別市鐘路区仁寺洞130番地

北緯37度34分16.48秒 東経126度59分14.01秒 / 北緯37.5712444度 東経126.9872250度
- 経営 : 
  1. 早川増太郎 [1] （支配人・金肇盛[3]）
  2. 清水万次郎
  3. 西村福松
- 構造 : 木造煉瓦造三階建
- 観客定員数 : 800名（1929年[4]・1930年[5]）

## 概要

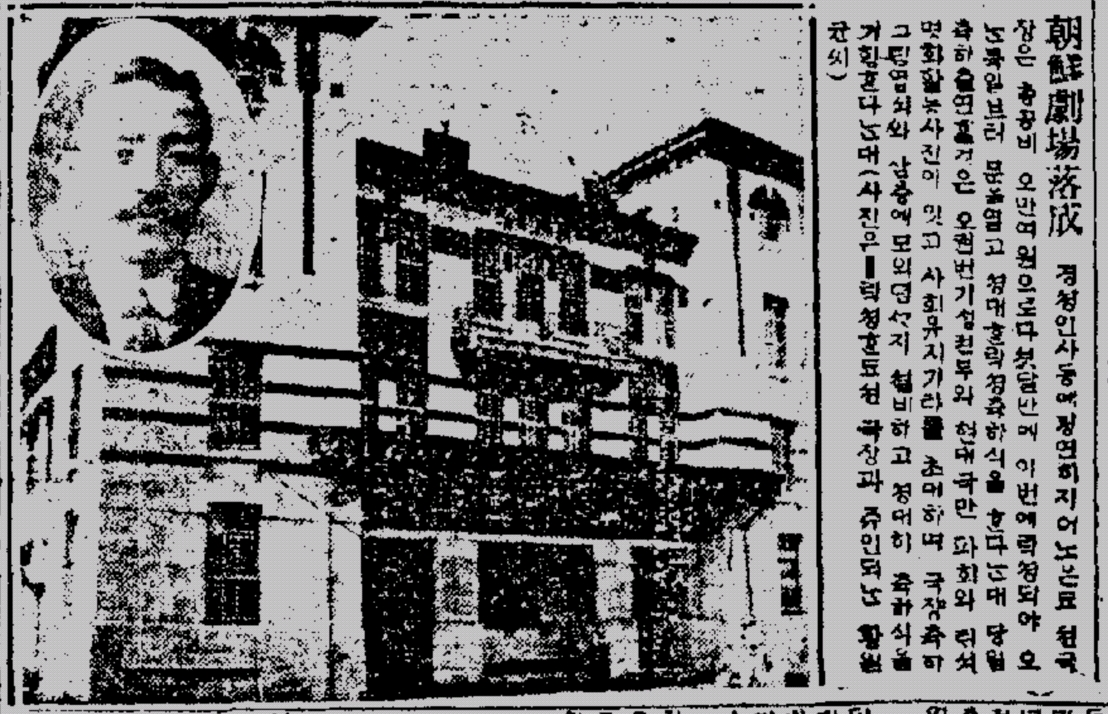
同館の落成を報じる日本の朝鮮語新聞の記事、1922年11月6日付。

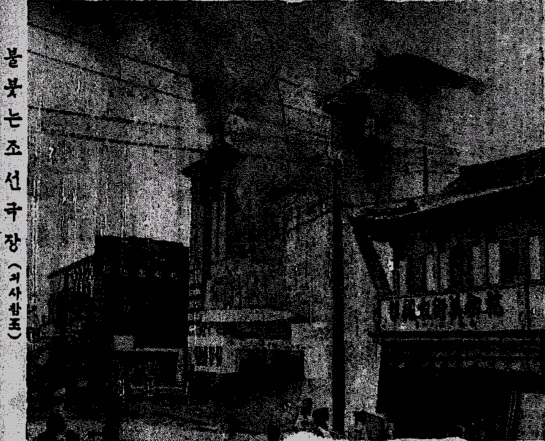
火災で炎上する同館、毎日申報、1936年6月13日付。

1922年（大正11年）11月6日、日本が統治していた時代の朝鮮の京城府仁寺洞130番地（現在の大韓民国ソウル特別市鐘路区仁寺洞130番地）に新築して開館した。翌7日付の毎日申報（のちの毎日新報）に掲載された開館広告によれば、同館では、李東伯の独唱や、当時の現代劇の劇団「萬波會」の演劇、ヨーロッパ映画やアメリカ映画の上映を行っていた。1923年（大正12年）に劇団「土月會」に参加した洪思容（1900年 - 1947年）は、同劇場を拠点にして同劇団の上演を行ったが、1925年（大正14年）には資金難により同劇団を解散している。同年に発行された『日本映画年鑑 大正十三・四年』には、京城府の常設映画館として掲載されているが、所有者・経営者、興行系統については記載されていない。同劇場では「土月會」のほか、「萬波會」、尹白南による「民衆劇團」（1922年）や「劇藝術研究會」（1931年）、「山有花會」等が演劇の上演を行った。
映画史研究者の笹川慶子の指摘によれば、当時の経営者は、黄金館（のちの國都劇場、黄金町4丁目）の支配人であり、かつて有楽館と呼ばれた当時の喜樂館（本町1丁目）を経営した早川増太郎（早川孤舟）である。早川は、興行のほかに東亜文化協会を設立して映画製作も行っており、1923年末、金肇盛を主演に「朝鮮初の商業用劇映画」とされる『春香傳』を製作・監督し、同館で封切っている。同年12月25日付の『朝鮮日報』には同作の登場により、朝鮮古来の文芸の輝きが新たに増したと評価された。
島村抱月による芸術座付属俳優学校を卒業し、京城で俳優学校を開く等の活動をしていた新劇俳優の玄哲（1891年 - 1965年）が、1927年（昭和2年）6月、同劇場の経営に参加している。同年に発行された『日本映画事業総覧 昭和二年版』によれば、経営者についての記載はないが、支配人が金肇盛であるとし、興行系統は洋画の自由ブッキングであったとする。金肇盛は『春香傳』に主演した人物であり、映画説明者（活動写真弁士）である。1929年（昭和4年）に発行された『日本映画事業総覧 昭和三・四年版』によれば、経営者が清水万次郎に代っており、観客定員数は800名、興行系統は引き続き洋画の自由ブッキングであった。翌年発行の『日本映画事業総覧 昭和五年版』によれば、他の詳細は変わらぬまま、経営者が西村福松に代っている。同劇場は上流の朝鮮人の住む北村に位置しており、開館当初から朝鮮人向けの洋画（輸入映画）を中心に映画上映を行っていたが、南村中心に居住・経済生活を送っていた日本人も同劇場で映画を観ており、「得難い名画を惜しい程次々に上映」したという高い評価が日本語雑誌『朝鮮公論』に掲載された。
朝鮮演劇文化協会常務理事を務めた俳優の岸本寬（金寬洙、1905年 - 没年不詳）が、1934年（昭和9年）4月には、同劇場で作演出作品を上演している。同年6月1日付の東亜日報に掲載された広告によれば、チャールズ・チャップリン監督・主演のサイレント映画『街の灯』（アメリカ公開1931年1月30日、日本公開1934年1月20日）が、同日、同館で公開されている。同広告には、同作の公開とともに、当時の人気歌手の申カナリヤ（1912年 - 2006年）が特別出演する等の実演も行われる旨の記載がある。同広告によれば同作公開後には『四十二番街』（監督ロイド・ベーコン、アメリカ公開1933年3月8日、日本公開同年6月22日）が同館で公開されている。
1936年（昭和11年）6月11日、昼間の興行中に放火に遭って全焼するという事件が起きている。同月13日付の毎日申報の報道によれば、約300名の観客は無事で、付近への延焼も少なくて済んだという。同記事では「大正十年」（1921年）の建築物であり、同年内に建築年限が満了するため新築計画があったとしているが、この事件の後は復興されないまま閉館した。『映画年鑑 昭和十七年版』に同館に相当する映画館の記載はない。
同劇場の跡地には、1943年（昭和18年）6月10日、京城府に鐘路區が新設されたときに、區廳が建設された。現在の区庁舎は鐘路区三峰路43番地にあり、區廳および同劇場の跡地は、現在、駐車場である。2003年（平成15年）には、跡地から少々ずれた位置にある「仁寺文化広場」に、同館が存在したことを示す石碑が建てられた。

## ギャラリー

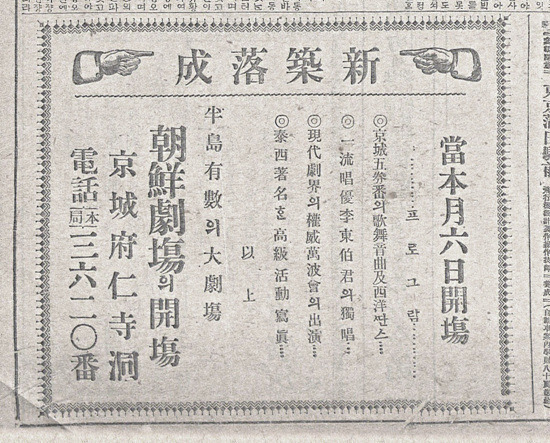
毎日申報1922年11月7日付に掲載された開館広告。
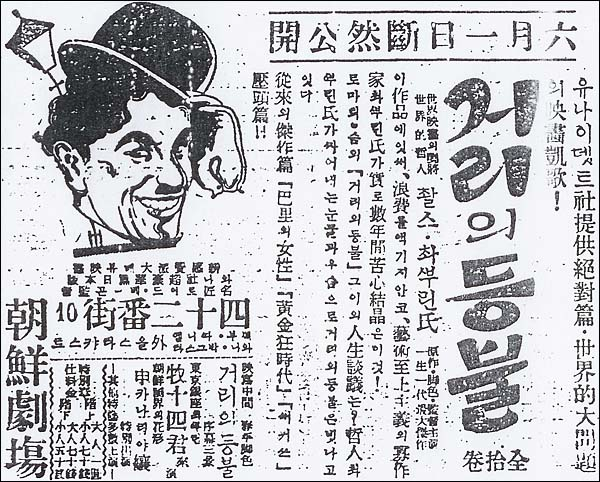
東亜日報1934年6月1日付に掲載された同館での『街の灯』公開広告。
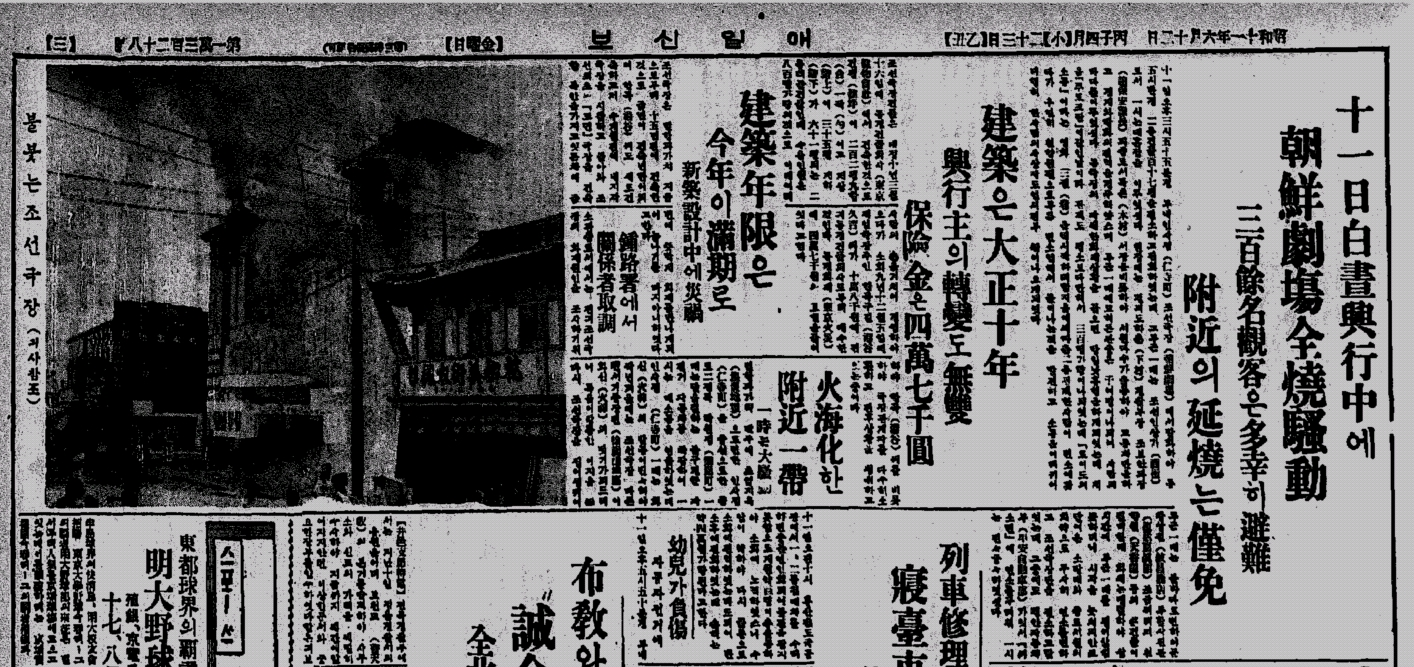
毎日申報1936年6月13日付に掲載された全焼報道。